# Fábrica de Moneda
La Fábrica de Moneda es la Casa de moneda responsable de producir monedas para realizar comercio. La Casa de Moneda está ubicada en la ciudad de Ibagué y está bajo la administración del Banco de la República, el banco central de la nación. 

## Historia
En 1980, la Casa de Moneda de Bogotá importaba planchas al país a un costo anual de más de 11 millones de dólares. Por eso, Luis Guillermo Correa, el entonces director de la Casa de Moneda de Bogotá, propuso al banco central adquirir la tecnología necesaria para que las cospeles se produjeran en Colombia. El banco determinó que era una buena decisión financiera y en 1982 se creó la Fábrica de Moneda de Ibagué. 
Con la política de descentralización del banco de alejar la producción de la capital del país, y su cercanía a otros centros urbanos, se eligió la ciudad de Ibagué como ubicación de la Casa de Moneda.
Inicialmente, la Casa de la Moneda proporcionó planchas para la Casa de Moneda de Bogotá, donde se terminaban de acuñar las monedas de pesos colombianos . En 1987, el Banco de la República inició la acuñación de monedas directamente desde  la Fábrica de Moneda y, desde entonces, la casa de moneda es el único productor autorizado de monedas de pesos colombianos en el país. 

## Operaciones
Además de producir monedas de pesos colombianos para el Banco de la República, la Fábrica de Moneda ha acuñado monedas de Curso legal para los gobiernos de Costa Rica y Ecuador, y ha proporcionado planchas para el Banco Central de Chile y el Gobierno de España .  